# Cohors I Cilicum
Die Cohors I Cilicum [sagittariorum oder sagittaria] [milliaria] [equitata] [Deciana] [Philippiana] (deutsch „1. Kohorte aus Cilicia [der Bogenschützen] [1000 Mann] [teilberitten] [die Decianische] [die Philippianische]“) war eine römische Auxiliareinheit. Sie ist durch Militärdiplome, Inschriften und Ziegelstempel belegt.

## Namensbestandteile
- Cohors: Die Kohorte war eine Infanterieeinheit der Auxiliartruppen in der römischen Armee.

- I: Die römische Zahl steht für die Ordnungszahl die erste (lateinisch prima). Daher wird der Name dieser Militäreinheit als Cohors prima .. ausgesprochen.

- Cilicum: aus Cilicia. Die Soldaten der Kohorte wurden bei Aufstellung der Einheit auf dem Gebiet der römischen Provinz Cilicia rekrutiert.

- sagittariorum oder sagittaria:[A 1] der Bogenschützen. Der Zusatz kommt in den Militärdiplomen von 145 bis 157 vor.

- milliaria:[A 2] 1000 Mann. Je nachdem, ob es sich um eine reine Infanterie-Kohorte (Cohors milliaria peditata) oder einen gemischten Verband aus Infanterie und Kavallerie (Cohors milliaria equitata) handelte, lag die Sollstärke der Einheit entweder bei 800 oder 1040 Mann.

- equitata:[A 3] teilberitten. Die Einheit war ein gemischter Verband aus Infanterie und Kavallerie.

- Deciana: die Decianische. Eine Ehrenbezeichnung, die sich auf Decius (249–251) bezieht. Der Zusatz kommt in einer Inschrift[1] vor.

- Philippiana: die Philippianische. Eine Ehrenbezeichnung, die sich auf Philippus Arabs (244–249) bezieht. Der Zusatz kommt in einer Inschrift[2] vor.

Die Einheit war entweder eine Cohors quingenaria equitata mit einer Sollstärke von 600 Mann (480 Mann Infanterie und 120 Reiter), bestehend aus 6 Centurien Infanterie mit jeweils 80 Mann sowie 4 Turmae Kavallerie mit jeweils 30 Reitern oder eine Cohors milliaria equitata mit einer Sollstärke von 1040 Mann (800 Mann Infanterie und 240 Reiter), bestehend aus 10 Centurien Infanterie mit jeweils 80 Mann sowie 8 Turmae Kavallerie mit jeweils 30 Reitern.

## Geschichte
Die Kohorte war in den Provinzen Moesia, Moesia superior und Moesia inferior (in dieser Reihenfolge) stationiert. Sie ist auf Militärdiplomen für die Jahre 75 bis 157 n. Chr. aufgeführt.
Die Einheit wurde vermutlich während der Regierungszeit von Augustus aufgestellt. Der erste Nachweis in Moesia beruht auf einem Diplom, das auf 75 datiert ist. In dem Diplom wird die Kohorte als Teil der Truppen (siehe Römische Streitkräfte in Moesia) aufgeführt, die in der Provinz stationiert waren. Weitere Diplome, die auf 78 bis 157 datiert sind, belegen die Einheit in derselben Provinz (bzw. ab 94 in Moesia superior und ab 134 in Moesia inferior).
Eine Teilnahme der Kohorte an den Dakerkriegen Trajans wird vermutet, ist aber nicht belegt. Auf den Diplomen von 115 wird die Einheit unter den Kohorten aufgeführt, die für den Partherkrieg Trajans abkommandiert wurden (translatis in expeditione). Während des Partherkriegs wurde eine Vexillation der Kohorte mit anderen Einheiten zusammengefasst und unter das Kommando von Marcus Sentius Proculus gestellt.
Der letzte Nachweis der Einheit in Moesia beruht auf einer Inschrift, die auf 249/251 datiert ist.

## Standorte
Standorte der Kohorte waren möglicherweise:
| - Adamclisi: eine Inschrift wurde hier gefunden. - Chersonesus Taurica: eine Inschrift wurde hier gefunden. - Dinogetia: eine Inschrift wurde hier gefunden. - Naissus: eine Inschrift wurde hier gefunden. Die Einheit war vermutlich im 1. Jhd. hier stationiert. | - Olbia: eine Inschrift wurde hier gefunden. - Sacidava: vier Inschriften sowie zwei Ziegel mit dem Stempel der Einheit wurden hier gefunden. - Tomis: zwei Inschriften wurden hier gefunden. |

Während die Einheit in Moesia Inferior stationiert war, wurden Vexillationen der Einheit zu verschiedenen Orten am Schwarzen Meer, wie Cherson oder Olbia, abkommandiert.

## Angehörige der Kohorte
Folgende Angehörige der Kohorte sind bekannt.

### Kommandeure
| - Anternius An[to]ninus, ein Tribun (AE 1957, 333) - Capitonius Priscus, ein Tribun - Iulius Faustinus, ein Tribun (AE 1981, 744). - Marcus Sentius Proculus, ein Präfekt - Marcus Claudius Regulus: er wird auf dem Diplom von 94 als Kommandeur genannt. | - M(arcus) Magius Antiquus, ein Präfekt (EE 8 144) - Publius Seppienus Aelianus: er wird auf dem Diplom von 78 als Kommandeur genannt. - Quintus Castricius Manilianus: er wird auf dem Diplom von 148/153 als Kommandeur genannt. - Tiberius Claudius Ulpianus, ein Tribun - Titus Antonius Claudius Alfenus Arignotus, ein Tribun |

### Sonstige
| - [?], ein missicius (AE 2004, 1252) - Aurel(ius) Vale(n)s, ein Soldat (CIL 3, 13751b) - Aeliu(s) Iulius, ein Soldat (CIL 3, 13751b) - Cornel(ius) Valentinus, ein Soldat (AE 1957, 192) - Diurdanus, ein Veteran (AE 1998, 1141) - G(aius) I[uliu]s Plato, ein Soldat (CIL 3, 8250) | - Iulius Iulianus, ein summus curator (AE 1981, 742) - L(ucius) Titius, ein Fußsoldat: das Diplom von 94 wurde für ihn ausgestellt. - Perasis, ein Fußsoldat: das Diplom von 78 wurde für ihn ausgestellt. - Valerius Longus, ein Fußsoldat: das Diplom von 148/153 wurde für ihn ausgestellt. - Valens, ein Reiter und Vexillarius (AE 1957, 193) |